# Ocotea trematifera
Ocotea trematifera är en lagerväxtart som beskrevs av Van der Werff. Ocotea trematifera ingår i släktet Ocotea och familjen lagerväxter. Inga underarter finns listade i Catalogue of Life.